# Canon antichar de 37 mm M1930 (1-K)
Pour les articles homonymes, voir Canon de 37 mm.
Le canon antichar léger soviétique 37mm modèle 1930 (1-K) était un canon antichar léger soviétique utilisé au cours de la première étape de la Seconde Guerre mondiale sur le front de l'est

## Description
Le canon est étroitement lié au PaK 35/36 allemand. Il lui manque quelques améliorations introduites ultérieurement sur le canon allemand, mais il s'agissait fondamentalement de la même conception ; chaque canon pouvait utiliser les munitions de l'autre. Le 1-K avait un châssis divisé avec des roues en bois non suspendues (tandis que le PaK 35/36 recevait une suspension et de nouvelles roues). Il était équipé d'une culasse à bloc coulissant horizontal, d'un tampon de recul hydraulique et d'un récupérateur à ressort.